# قطعنامه ۱۳۹۵ شورای امنیت
قطعنامه ۱۳۹۵ شورای امنیت سازمان ملل متحد که در تاریخ ۲۷ فوریه ۲۰۰۲ تصویب شد، سندی بین‌المللی دربارهٔ بررسی وضعیت در لیبریا است. این قطعنامه طی نشست ۴۴۸۱ام با ۱۵ رای موافق، ۰ مخالف و ۰ ممتنع تصویب شد.